# حاضنة أعمال
حاضنات الأعمال أو محاضن المؤسسات (بالإنجليزية: Business incubators)‏ هي برامج مصممة لإنجاح تطوير شركات رواد الأعمال من خلال دعمهم بمجموعة من المصادر والخدمات التي تُطور من قبل إدارة الحاضنات وتقدم إما في نفس الحاضنة أو من خلال شبكة معارفها. تختلف الحاضنات عن بعضها البعض من حيث طريقة تقديم الخدمات والهيكل التنظيمي ونوعية الزبائن الذين تُوجه لهم الخدمات. في حال إكمال برنامج الاحتضان بنجاح، فإن هذا يعزز من احتمالية استمرار الشركة الناشئة في السوق على المدى البعيد. تقول دراسات قديمة بأن 87% من الشركات الناشئة التي تخرجت من برامج حاضنات الأعمال تستمر في السوق، بالمقارنة، فإن 44% فقط من كل الشركات الناشئة -بشكل عام- تستمر في السوق.
كما عرف سميث (Stuart Smith 2011) حاضنة الأعمال على أنها «مجموعة من برامج أعدتها الحكومة، أو تحالف أعمال، أو مجموعة أكاديمية تتضمن تدريبا وخدمات متنوعة. والهدف من ذلك مساعدة الشركات الصغيرة الموجودة في الحاضنة لتحصل على فرصة أفضل للبقاء على قيد الحياة أثناء مرحلة البداية».
إن الشميمري وسرور (2013) يعرفان حاضنات الأعمال بأنها «وحدة خدمية تهدف إلى تحويل الأفكار والابتكارات إلى مشروعات اقتصادية منتجة، وذلك من خلال تقديم عدد من الخدمات لرواد الأعمال تشمل التأهيل والدعم المادي والمعنوي والاستضافة والإرشاد».
حاضنات الأعمال هي عبارة عن دعم لأعمال حرة عن طريق تزويدها بمجموعة من موارد الدعم والخدمات المصممة والتي تتم إدارتها من قبل إدارة الحاضنة، والتي اما ان تقوم الحاضنة بتزويدها للشركات الناشئة بشكل مباشر أو عن طريق شبكة من علاقاتها.
تختلف حاضنات الأعمال عن بعضها بالطريقة التي تقوم بها بتزويد الشركات الناشئة بالخدمات، وهيكلها التنظيمي، وبنوعية العملاء الذين يخدمونهم.
إن حضانة الحاضنات للشركات الناشئة تزيد من فرصها بالنجاح والاستمرار، ففي دراسات سابقة وجد ان نسبة 87% من الشركات الناشئة التي استفادت من دعم الحاضنات نجحت واستمرت في السوق، وبالمقابل فان نسبة نجاح الشركات الناشئة التي لم تتلق دعم من حاضنات الأعمال كانت حوالي 44%.

## الخدمات التي تقدمها حاضنات الأعمال
خدمات حاضنات الأعمال الأكثر شيوعاً:
- المساعدة بمبادئ الأعمال
- نشاطات التواصل وبناء العلاقات في السوق
- المساعدة بالتسويق
- المساعدة بالحسابات والإدارة المالية
- تسهيل عمليات الاقتراض من البنوك
- التواصل مع حلفاء استراتيجين بالسوق
- التواصل مع المستثمرين ومستثمري رأس المال المخاطر
- برامج تدريبية شاملة عن الأعمال
- توفير طاقم استشاري وطاقم رقابي
- تحديد طاقم الإدارة للمشروع
- التعريف بأخلاقيات العمل
- كيفية تحصيل الأموال من التكنولوجيا
- المساعدة على الامتثال للقوانين
- إدارة الملكية الفكرية

## أنواع حاضنات الأعمال
| أنواع الصناعات المدعومة من قبل حاضنات الأعمال |
| --------------------------------------------- |
| التكنولوجيا                                   |
| برامج الحاسوب                                 |
| الخدمات                                       |
| التصنيع                                       |
| الإنترنت                                      |
| العلوم البيولوجية                             |
| الإلكترونيات                                  |
| الاتصالات السلكية واللاسلكية                  |
| عتاد الحواسيب                                 |
| التجهيزات الطبية                              |
| الصناعات الابداعية                            |
| التجارة الإلكترونية                           |
| تقنيات التواصل الاسلكي                        |
| تكنولوجيا الرعاية الصحية                      |
| الدفاع عن الأمن                               |
| الطاقة                                        |
| البيئة والتكنولوجيا الصديقة للبيئة            |
| الإعلام                                       |
| تكنولوجيا النانو                              |
| الإنشاءات                                     |
| الغذاء والاطعمة                               |
| الطيران                                       |
| البيع بالتجزئة                                |
| الموضة                                        |
| السياحة                                       |

و الجدير بالذكر أن أكثر من من نصف هذه الحاضنات تعمل بعدة مجالات بوقت واحد، أي أن الشركات الناشئة التي تحتضنها تعمل في قطاعات وانشطة مختلفة، كما أن نسبة حاضنات التكنولوجيا بلغت 39% من نسبة الحاضنات ككل.